# Chicago Fire (MLS)

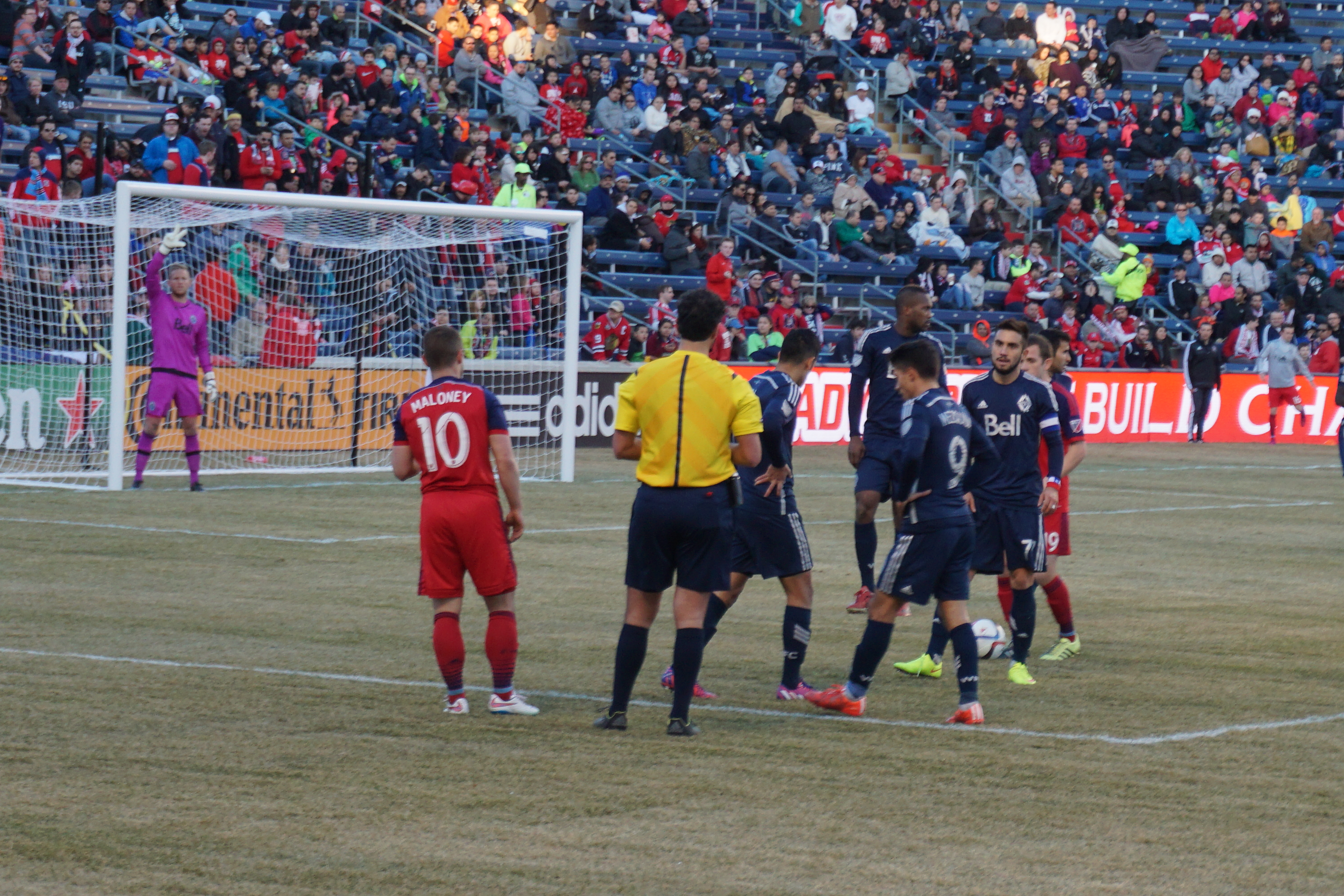
Chicago Fire im Match gegen die Vancouver Whitecaps im März 2015

Der Chicago Fire Football Club (bis 2019 Chicago Fire Soccer Club), kurz Chicago Fire FC oder meist einfach nur Chicago Fire, ist ein Franchise der Profifußball-Liga Major League Soccer (MLS) mit Sitz in Chicago, Illinois. Das Franchise wurde am 8. Oktober 1997 gegründet und nahm in der MLS-Saison 1998 den Spielbetrieb auf.
Zu den bisher größten Erfolgen der Mannschaft gehören der Gewinn des MLS Cups 1998 und die Pokalerfolge 1998, 2000, 2003 und 2006.
Hauptanteilseigner des Franchises ist seit September 2019 Joe Mansueto.
Sportchef ist derzeit Georg Heitz, ehemaliger Sportdirektor des FC Basel – Technikchef ist Sebastian Pelzer.

## Geschichte

### 1997–1998: Gründung und Double
Der Chicago Fire Soccer Club wurde am 8. Oktober 1997, dem Jahrestag des Großen Brands von Chicago, in einer Zeremonie am Navy Pier in Chicago gegründet. Die Mannschaft wurde unter Berücksichtigung der ethnischen Zusammensetzung der Chicagoer Bevölkerung aufgestellt. Neben polnischen, tschechischen und mexikanischen Spielern (zu den bekanntesten gehören Piotr Nowak, Luboš Kubík und Jorge Campos) entwickelten sich besonders die jungen US-amerikanischen Spieler zu Leistungsträgern.
Gleich in der ersten Saison gewann die Mannschaft das Double. Zunächst wurde der MLS Cup durch einen Sieg gegen D.C. United gewonnen, eine Woche später folgte der Lamar Hunt U.S. Open Cup durch einen Finalsieg über Columbus Crew.

### 1999–2006: Pokalerfolge

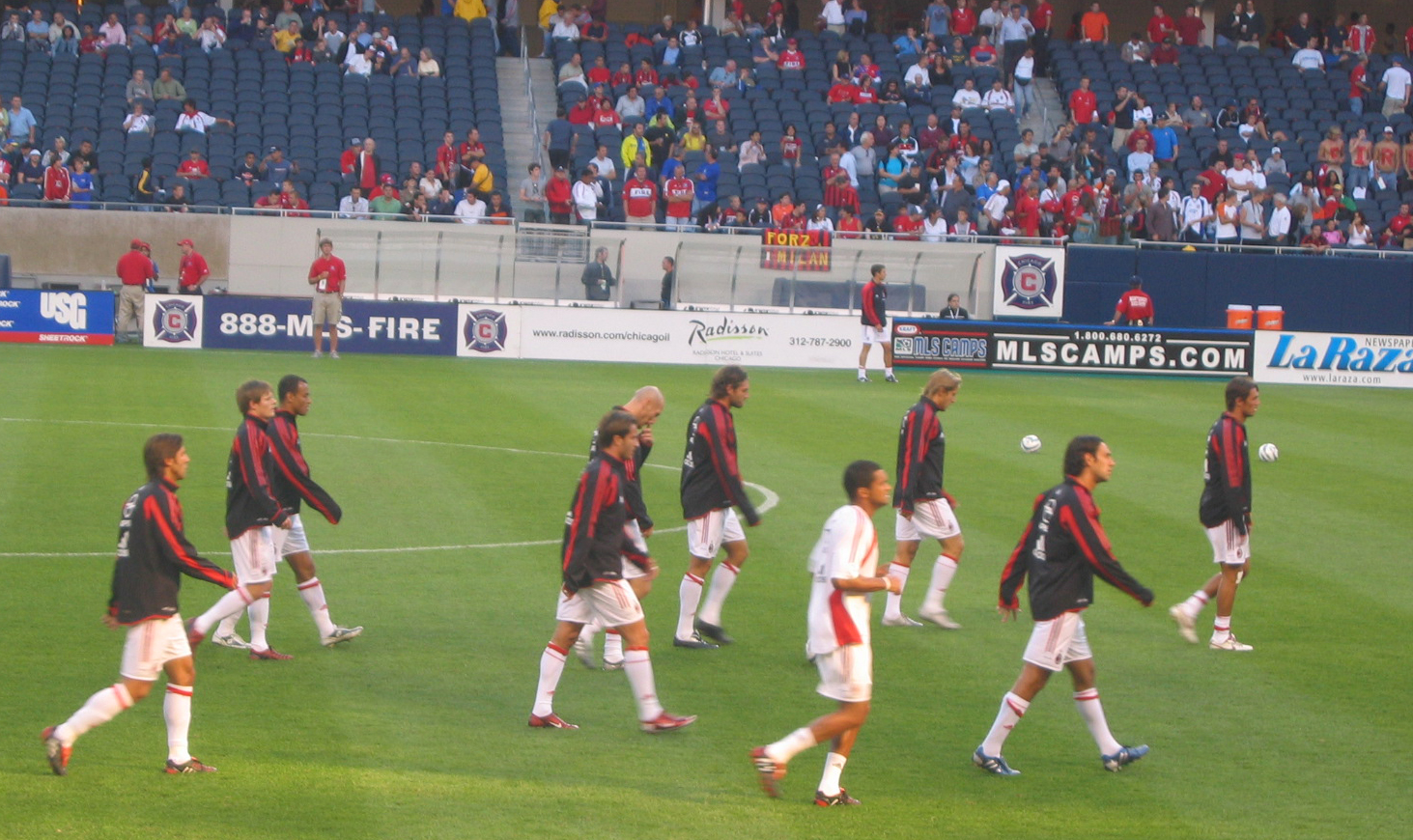
AC Mailand zu Gast bei Chicago Fire, 2006

Zwei Jahre später wurde der Pokal zum zweiten Mal gewonnen. Nach der Saison 2002 verließ Erfolgstrainer Bob Bradley überraschend das Team, um die MetroStars zu übernehmen. Sein Nachfolger wurde Dave Sarachan. Er führte Fire in den MLS Cup und gewann den Pokal und das MLS Supporters’ Shield. In der gleichen Saison beendete Mannschaftskapitän Piotr Nowak seine Karriere.
Chicago Fire kehrte zur Saison 2004 ins frisch renovierte Soldier Field zurück, nachdem man 2002 und 2003 in das Cardinal Stadium in Naperville ausweichen musste. Im Juni 2006 zog die Mannschaft in den neu erbauten Toyota Park um. In diesem Jahr gewann Fire zum vierten Mal den Pokal.

### 2007–2009: Play-off-Halbfinals
Die MLS-Saison 2007 beendete Chicago Fire in der Regular Season mit dem vierten Platz in der Eastern Conference. In den Play-offs konnte die Mannschaft das Halbfinale erreichen, schied dort aber gegen New England Revolution aus.
Am 10. Dezember 2007 gab das Franchise bekannt, dass der bisherige Trainer Juan Carlos Osorio aus persönlichen Gründen zurückgetreten war. Einen Monat später wurde ein neues Trainerteam vorgestellt. Der ehemalige Fußballprofi Frank Klopas übernahm das Amt des Technischen Direktors. Fortan kümmerte er sich um die Personalplanung. Neuer Trainer wurde der bisherige Co-Trainer Denis Hamlett. Ihm zur Seite gestellt wurden die beiden Co-Trainer Mike Jeffries und Chris Armas, der seine Spielerkarriere zuvor beendet hatte.

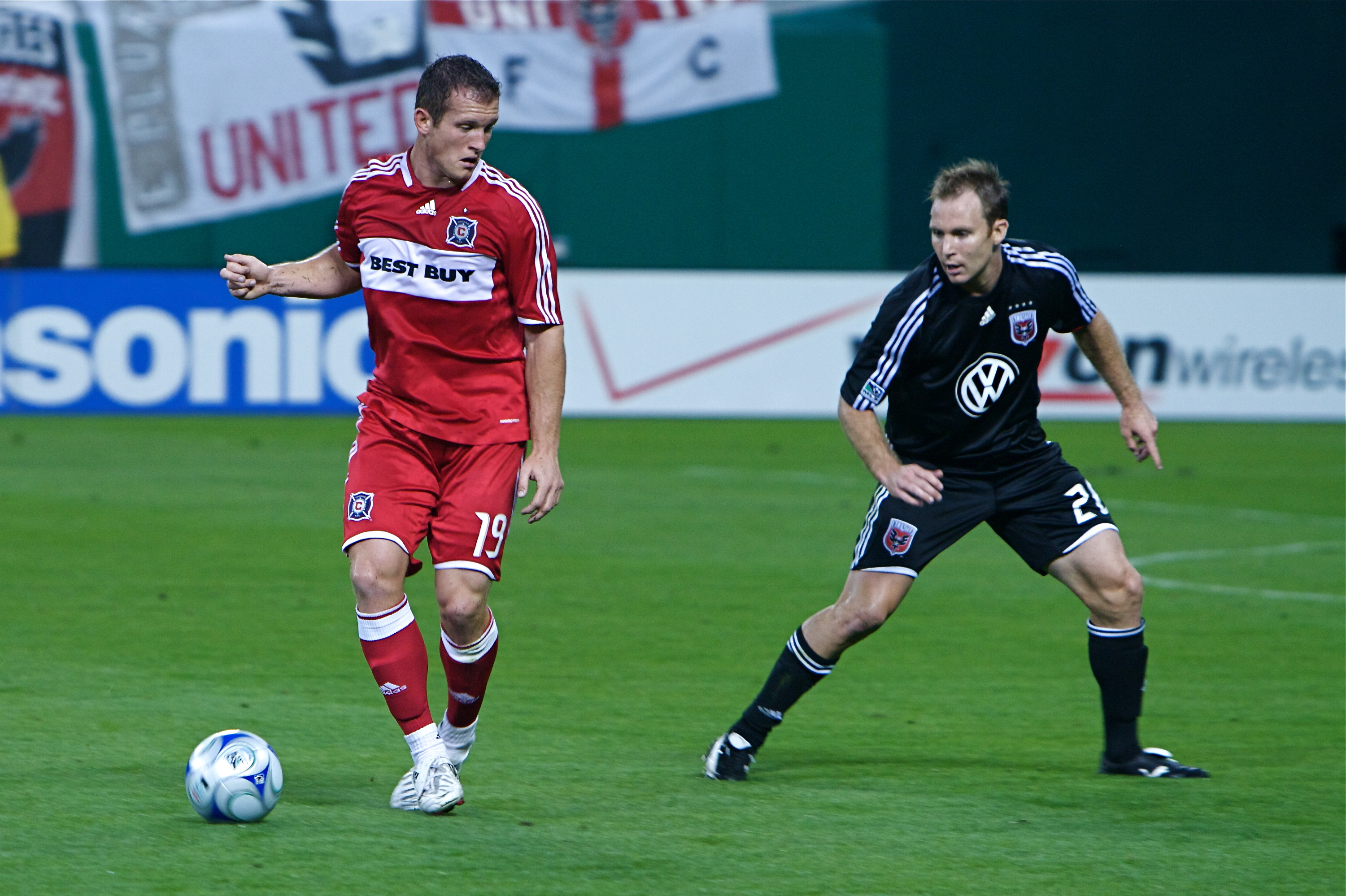
Chad Barrett (Chicago Fire) und Bryan Namoff (D.C. United) im Duell, Mai 2008

In Vorbereitung auf die Saison 2008 wurden der polnische Nationalspieler Tomasz Frankowski und der Paraguayer Líder Mármol verpflichtet. Beide verließen Chicago Fire aber nach einem Jahr, da sie nur selten zum Einsatz kamen. 2008 belegte die Mannschaft den zweiten Platz in der East Conference und scheiterte erst im Halbfinale der Play-offs an dem späteren MLS-Cup-Sieger Columbus Crew.
Nachdem 2009 die Spieler Mármol and Frankowski das Franchise verlassen hatten und Diego Gutiérrez seinen Rücktritt erklärt hatte, konnte das Franchise Spielern wie Jon Busch und Logan Pause höhere Gehälter zahlen. 2009 wurde die Regular Season ebenfalls mit dem zweiten Platz abgeschlossen. In den Play-offs scheiterte die Mannschaft, genauso wie 2008, im Halbfinale. Als Reaktion darauf wurde Denis Hamlett entlassen. International schaffte es Chicago Fire in der SuperLiga bis ins Finale, scheiterte dort aber im Elfmeterschießen an den UANL Tigres.

### 2010–2019: Chicago Fire im Mittelmaß
Während der Vorbereitung auf die MLS-Saison 2010 wurde der mexikanische Fußballtrainer Carlos de los Cobos verpflichtet. Dieser trainierte vorher drei Jahre lang die Fußballnationalmannschaft von El Salvador. Die Mannschaft musste in der Vorbereitung auf einige Spitzenspieler verzichten. So wechselte Cuauhtémoc Blanco zu Tiburones Rojos de Veracruz; Chris Rolfe und Gonzalo Segares verließen die Mannschaft in Richtung Europa. Torhüter Jon Busch wurde freigestellt. Im Sommer konnten mit Freddie Ljungberg und Nery Castillo zwei erfahrene Fußballspieler verpflichtet werden. Trotzdem schaffte Chicago nicht die Qualifikation für die Play-offs. Im US Open Cup musste die Mannschaft eine Niederlage bereits in der dritten Runde hinnehmen, als sie Charleston Battery mit 0:1 unterlag. In der SuperLiga erreichte man nur den dritten Platz in der Gruppe. Am Ende der Saison erklärten C.J. Brown und Brian McBride ihr Karriereende als Fußballspieler.
Zur MLS-Saison 2011 verpflichtete Chicago Fire den ehemaligen US-Nationalspieler Cory Gibbs. Freddie Ljungberg und der Niederländer Collins John wechselten zurück nach Europa. Am 30. Mai 2011 wurde Trainer Carlos de los Cobos nach neun sieglosen Spielen in Serie entlassen. Der bisherige Technische Direktor Frank Klopas übernahm das Amt als Interimslösung. Er erreichte mit der Mannschaft das Finale des US Open Cups. Chicago verpasste jedoch die MLS-Play-offs, obwohl man in den letzten zwölf Spielen 24 Punkte einfahren konnte. Nach dem Ende der Saison übernahm Klopas das Traineramt fest. Zur Saison 2012 verpflichtete das Franchise den ehemaligen deutschen Nationalspieler Arne Friedrich, der jedoch bereits im Folgejahr seine Karriere wegen anhaltender Rückenprobleme beendete. Ende Oktober 2013 traten Sportvorstand Javier Leon und Trainer Frank Klopas zurück. Beide Ämter übernahm der Kanadier Frank Yallop.
Trotz vieler Neuerungen und Umstellungen im Kader konnte sich die Mannschaft auch in der Saison 2014 keinen Play-off-Platz sichern. Im US Open Cup erreichte man zwar das Halbfinale, schied dort allerdings mit 0:6 gegen die Seattle Sounders aus. Am Ende der Saison gab Logan Pause sein Karriereende bekannt. Er spielte 12 Jahre für die Men in Red und war zeitweise Kapitän der Mannschaft. Er wechselte als Vize-Präsident in die Franchiseverwaltung.

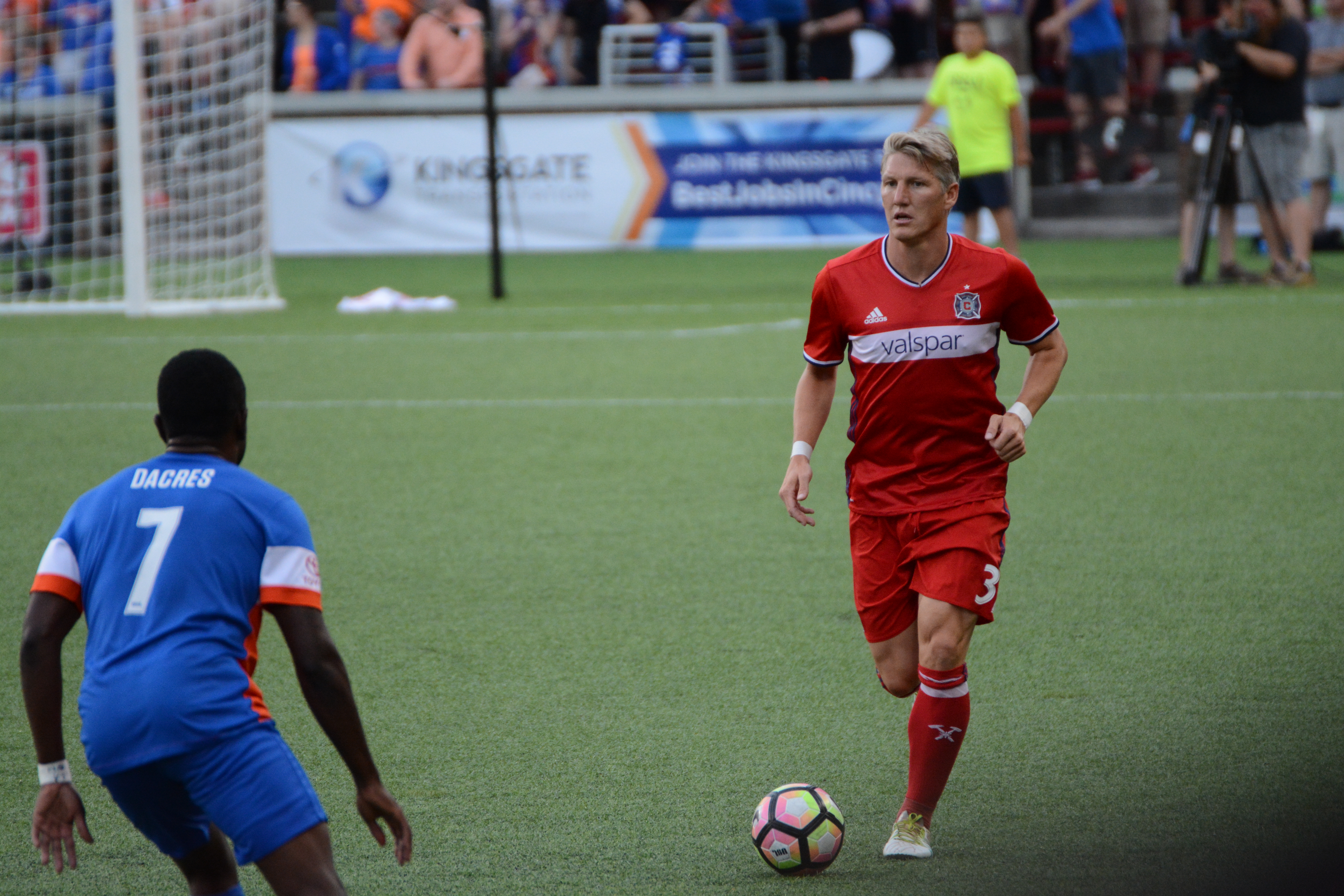
Bastian Schweinsteiger im Spiel gegen den FC Cincinnati, Juni 2017

Die folgenden Saisons 2015 und 2016 fielen ähnlich aus. Die Play-offs wurden nicht erreicht. Am Ende der Saison 2015 musste Frank Yallop als Trainer gehen. Er wurde kurze Zeit später durch den Serben Veljko Paunović ersetzt. Der ehemalige Nationalspieler von Serbien und Montenegro erreichte in seiner ersten Saison den 20. Platz in der Gesamttabelle.
Zur Saison 2017 verpflichtete Chicago Fire den ehemaligen deutschen Nationalspieler Bastian Schweinsteiger von Manchester United. Weitere wichtige Transfers waren der ungarische Nationalspieler Nemanja Nikolics und Dax McCarty, einer der erfahrensten Spieler der Major League Soccer. Der langjährige Stammtorhüter Sean Johnson verließ das Franchise.

### Seit 2020: Gegenwart
Nachdem im September 2019 Joe Mansueto neuer Eigentümer geworden war, änderte das Franchise zur Saison 2020 den Zusatz Soccer Club in Football Club, gab sich ein neues Logo und zog von Bridgeview nach Chicago. Die Heimspiele werden seither wieder im Soldier Field in Chicago ausgetragen, in dem das Franchise schon von 1998 bis 2001 und von 2003 bis 2005 gespielt hatte. Neuer Cheftrainer wurde der Schweizer Raphael Wicky; Bastian Schweinsteiger beendete vor der Saison seine Karriere. Im September 2021 gab der Verein nach knapp zwei Jahren die Trennung von Wicky bekannt. Sein Nachfolger wurde der ehemalige MLS-Profi Ezra Hendrickson.

## Farben und Wappen

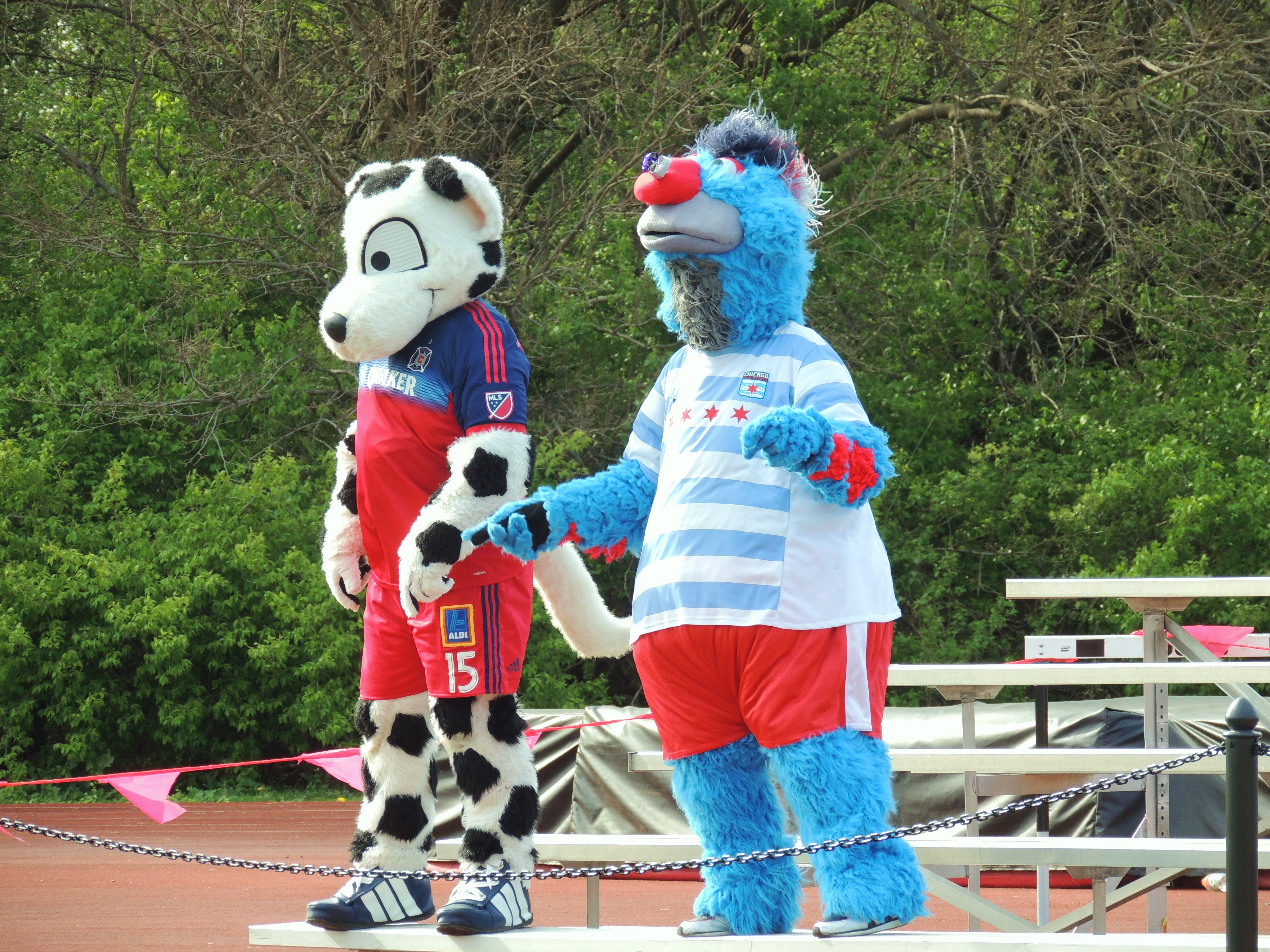
Fire-Maskottchen „Sparky“ (links) und „Supernova“, das Maskottchen der Chicago Red Stars

Logo bis Ende 2019

Die offiziellen Farben der Mannschaft sind rot und weiß. Alternativ werden auch gerne hell- und dunkelblau und schwarz benutzt.
Die Form des Logos der Mannschaft entstammt der Standardform des Wappens bei Feuerwehren. Damit wollte der ehemalige General Manager von Chicago Fire Peter Wilt eine zeitlose Form für das Wappen etablieren. In der Mitte des Logos stand ein großes „C“, welches für Chicago steht. Das Gleiche findet man auch bei anderen Mannschaften aus der Stadt wieder, wie z. B. den Chicago Bears oder den Chicago Cubs. Die sechs kleinen Spitzen, die um das C angeordnet sind, stehen für die Form der Sterne auf der Flagge von Chicago. Dieses soll auch an den Großen Brand von Chicago 1871 erinnern.
Zur Saison 2020 gab sich das Franchise ein neues Logo. Der Sportartikelanbieter Nike, der erste Ausrüster der Mannschaft, machte den Vorschlag, die Mannschaft Chicago Rhythm zu nennen. Die Farben sollten schwarz und grün sein, und das Logo wäre von einer Kobra dominiert gewesen. Die Führung von Chicago Fire lehnte dies ab und entwickelte stattdessen ein anderes Konzept, das eine spezielle Ausrichtung auf die Tradition der Feuerwehr in Chicago hat. Das Design der Spielertrikots wurde angelehnt an die Jacken der Chicagoer Feuerwehr. Die Heimtrikots enthalten einen breiten weißen Querstreifen. Auf der Vorderseite, innerhalb des Querstreifens, ist der Mannschaftsname Fire in blauen Buchstaben zu sehen.

## Stadion

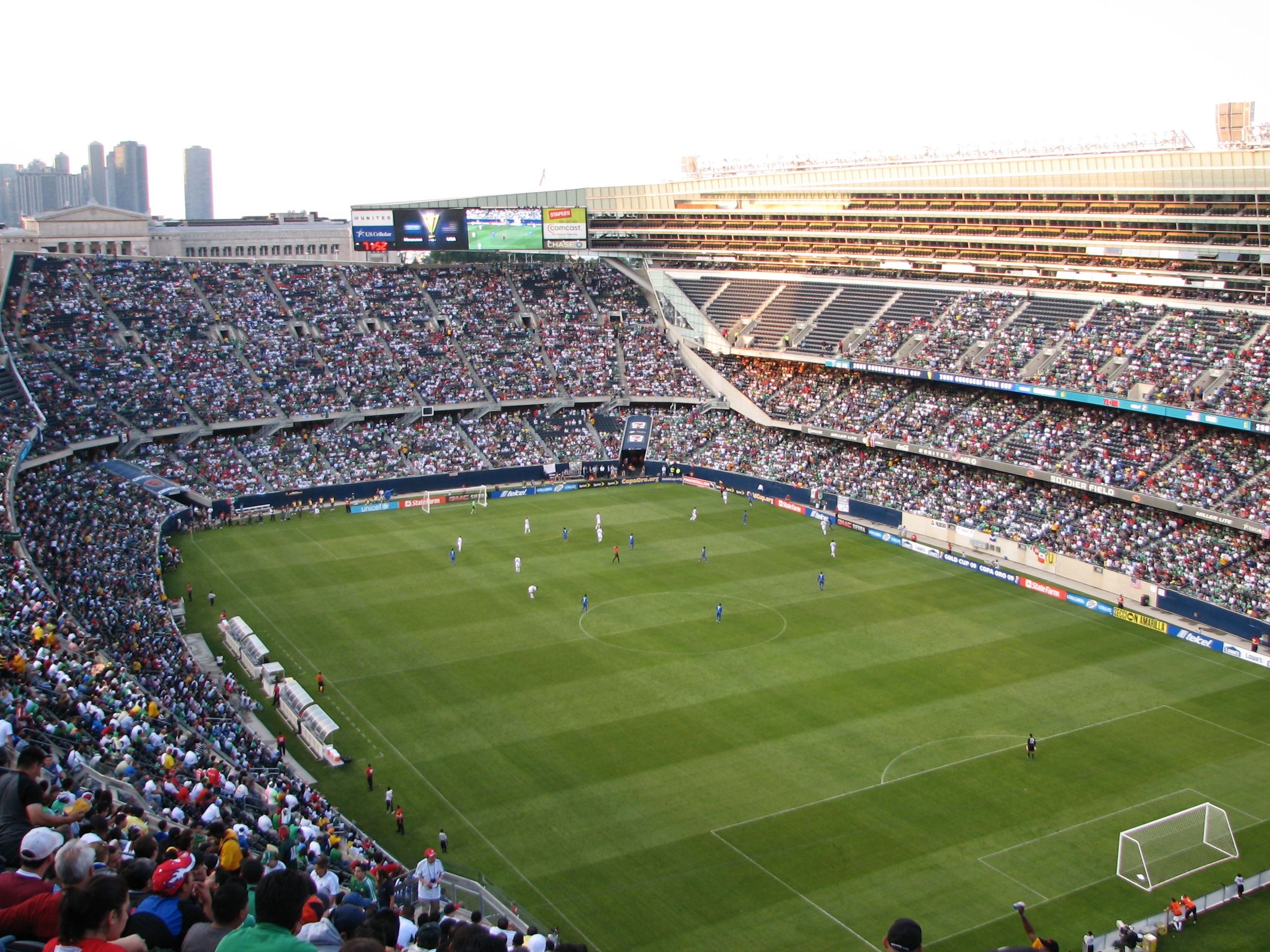
Das Soldier Field

- Soldier Field; Chicago, Illinois (1998–2001, 2003–2005, seit 2020)
- Forest View Park; Arlington Heights, Illinois (2000) 1 Spiel im US Open Cup
- McCully Field; Wheaton, Illinois (2001) 1 Spiel im US Open Cup
- Cardinal Stadium/Benedetti-Wehrli Stadium; Naperville, Illinois (2002–2003), (2004) 1 Spiel im US Open Cup
- Shea Stadium; Peoria, Illinois (2008, 2011) 2 Spiele im US Open Cup
- SeatGeek Stadium (bis 2018 Toyota Park); Bridgeview, Illinois (2006–2019)

Die Heimspiele der Mannschaft werden seit der Saison 2020 wieder im 61.500 Zuschauer fassenden Soldier Field in Chicago ausgetragen.

## Organisation

### Eigentümer
Von 1996 bis 2007 gehörte das Franchise zur Anschutz Entertainment Group, der bis dahin mehrere Franchises der MLS gehörten. 2007 übernahm Andrew Hauptman, Vorstandsvorsitzender der Investmentfirma Andell Holdings, die Rechte an Chicago Fire und dem SeatGeek Stadium.
Im September 2019 verkaufte Hauptman das Franchise an Joe Mansueto (Morningstar).

### Sponsoren
Erster Trikotsponsor der Mannschaft wurde 2008 Best Buy, ein US-amerikanisches Einzelhandelsunternehmen für Unterhaltungselektronik. Ab der Saison 2012 ist das Lebensmittelunternehmen Quaker Oats, seit 2001 eine Tochtergesellschaft von PepsiCo, Trikotsponsor des Klubs. Diese wurde zur Saison 2016 von Valspar, einem Hersteller von Farbe, abgelöst.
Adidas fungiert seit 2010 als Ausrüster des Clubs.

## Fans und Rivalen

### Fangruppierungen

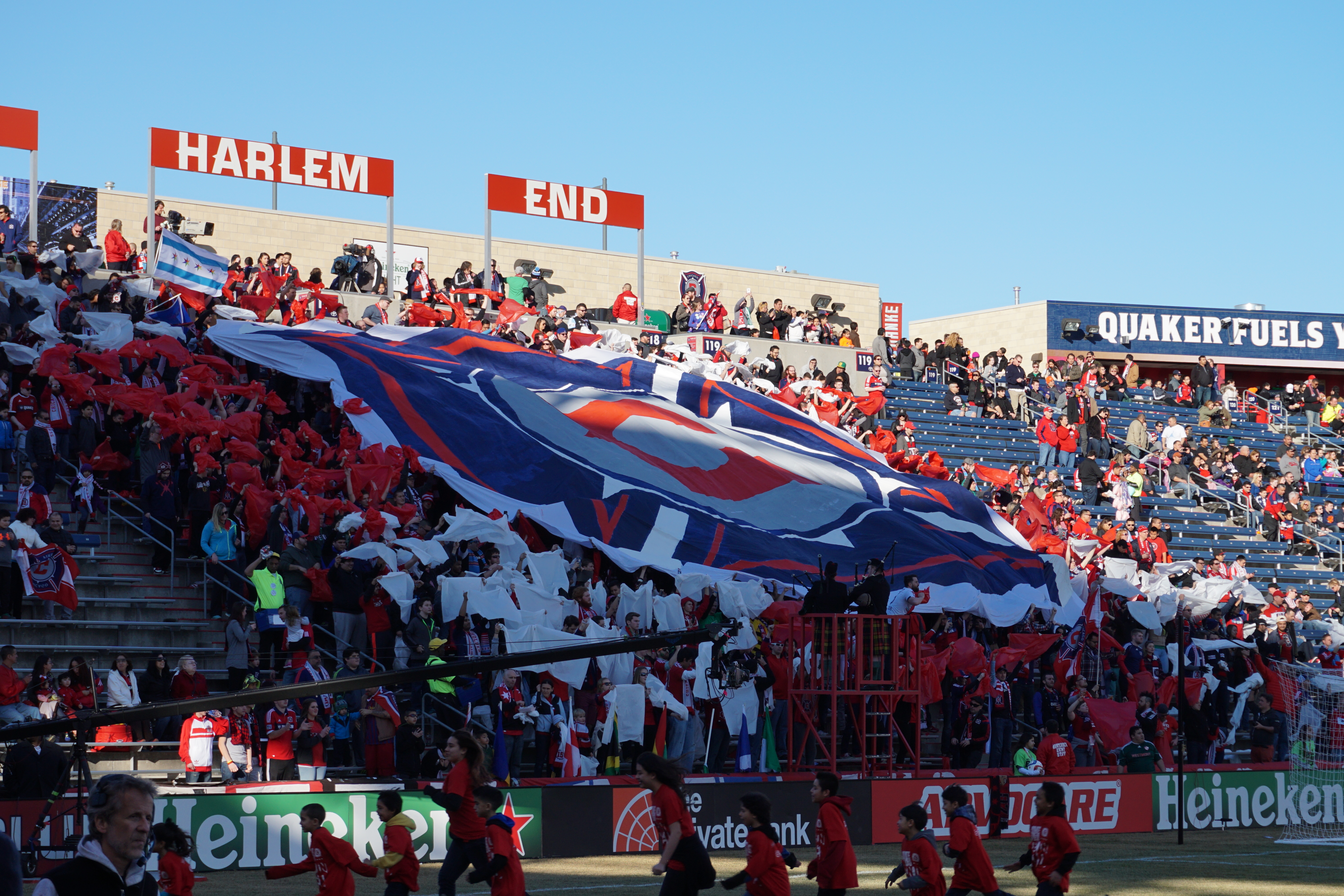
Fire-Fans mit der Flagge des Franchise

Chicago Fire hat für amerikanische Verhältnisse eine große Fan- und Ultra-Bewegung. Die Fans von Chicago Fire sind für ihre lautstarke Unterstützung der Mannschaft sowie für ihre Fanchoreographien bekannt. Die Ultras und Fanclub-Mitglieder versammeln sich hinter dem nördlichen Tor in den Blöcken 117 und 118 des SeatGeek Stadiums. Diese Nordkurve wird „Harlem End“ bezeichnet, da an diesem Ende des Stadions die Harlem Avenue verläuft. Dieser Bereich wird auch vielfach als „Section 8“ bezeichnet. Dieser Ausdruck hat zwei Quellen: Zum einen trafen sich die Fans in der „Section 8“ im Soldier Field; zum anderen bezieht sich der Ausdruck auf die amerikanische Militärbezeichnung für Soldaten, die als geistig ungeeignet aus der Armee entlassen werden.
Mit „Section 8 Chicago“ gibt es einen Dachverband, der die Aktivitäten der Fanclubs überwacht. Zu den größten Fanclubs gehören die „Barn Burners 1871“, „Fire Ultras 98“ (eine polnische Ultragruppierung) und „Ultra Red-Side“. Des Weiteren existieren weitere kleinere Gruppierungen.

### Rivalitäten
Erzrivale von Chicago Fire ist der FC Dallas. Seit 2001 spielen die Klubs um den „Brimstone Cup“. Dieser Wettbewerb wurde von Fans beider Klubs ins Leben gerufen. Sieger ist die Mannschaft, die die meisten Punkte aus den Vergleichen in der Regular Season erzielt.
In den vergangenen Jahren entwickelte sich ebenfalls eine Rivalität mit New England Revolution aus der Nähe von Boston. Seit 2001 treffen beide Mannschaften immer am letzten Spieltag der Regular Season aufeinander.

## Medien
Die Spiele der Fire werden über die lokalen Fernsehsender Comcast SportsNet Chicago und WPWR-TV übertragen. Ausgewählte Spiele werden national über ESPN, Fox Sports oder Telefutura ausgestrahlt.

## Spieler und Mitarbeiter

### Aktueller Kader
Stand: 11. September 2024
| Nr. |                    | Position | Name                 |
| --- | ------------------ | -------- | -------------------- |
| 2   | Frankreich         | AB       | Arnaud Souquet       |
| 4   | Kolumbien          | AB       | Carlos Terán         |
| 5   | Deutschland        | AB       | Rafael Czichos ()    |
| 7   | Schweiz            | MF       | Maren Haile-Selassie |
| 8   | Vereinigte Staaten | ST       | Chris Mueller        |
| 9   | Belgien            | ST       | Hugo Cuypers         |
| 11  | Costa Rica         | ST       | Ariel Lassiter       |
| 12  | Vereinigte Staaten | ST       | Tom Barlow           |
| 14  | Danemark           | ST       | Tobias Salquist      |
| 16  | Vereinigte Staaten | AB       | Wyatt Omsberg        |
| 17  | Vereinigte Staaten | MF       | Brian Gutiérrez      |
| 18  | Vereinigte Staaten | TW       | Spencer Richey       |
| 19  | Griechenland       | ST       | Georgios Koutsias    |

| Nr. |                    | Position | Name             |
| --- | ------------------ | -------- | ---------------- |
| 21  | Deutschland        | MF       | Fabian Herbers   |
| 22  | Vereinigte Staaten | MF       | Mauricio Pineda  |
| 23  | Vereinigte Staaten | MF       | Kellyn Acosta    |
| 24  | Vereinigte Staaten | AB       | Jonathan Dean    |
| 25  | Vereinigte Staaten | TW       | Jeff Gal         |
| 27  | Schweiz            | AB       | Allan Arigoni    |
| 30  | Paraguay           | MF       | Gastón Giménez   |
| 31  | Argentinien        | MF       | Federico Navarro |
| 34  | Vereinigte Staaten | TW       | Chris Brady      |
| 35  | Vereinigte Staaten | MF       | Sergio Oregel    |
| 36  | Vereinigte Staaten | AB       | Justin Reynolds  |
| 37  | Vereinigte Staaten | MF       | Javier Casas     |
| 77  | Vereinigte Staaten | AB       | Chase Gasper     |

### Bisherige Spieler
→ Siehe Hauptartikel Liste der Spieler von Chicago Fire

### Trainerstab
- Ezra Hendrickson (Trainer)
- Junior Gonzalez (Assistenztrainer)
- Frank Klopas (Assistenztrainer)
- Adin Brown (Torwarttrainer)
- C.J. Brown (Assistenztrainer)
- Sebastian Pelzer (Technischer Direktor)

### Bisherige Trainer
- Bob Bradley (1998–2002)
- Dave Sarachan (2003–2007)
- Denis Hamlett (interim) (2007)
- Juan Carlos Osorio (2007–2008)
- Denis Hamlett (2008–2009)
- Carlos de los Cobos (2010–2011)
- Frank Klopas (2011–2013)
- Frank Yallop (2013–2015)
- Veljko Paunović (2016–2019)
- Raphael Wicky (2019–2021)
- Frank Klopas (interim) (2021)
- Ezra Hendrickson (2021–2023)
- Frank Klopas (2023–2024)
- Gregg Berhalter (ab 20. Oktober 2024)

### Ring Of Fire
Der „Ring Of Fire“ wurde 2003 von Chicago Fire und der Chicago Alumni Association gegründet. Mit dieser Institution will man Spieler, Trainer und Offizielle ehren, die die Entwicklung des Teams maßgeblich prägten. Jedes Jahr wird ein neues Mitglied in den Kreis aufgenommen. Nur die bisherigen Mitglieder können ein neues Mitglied auswählen. Die Namen der Ring-Of-Fire-Mitglieder werden im SeatGeek Stadium ausgestellt.
Die Mitglieder sind:
- Ante Razov, seit 2015
- C.J. Brown, seit 2012
- Chris Armas, seit 2009
- Bob Bradley (ehemaliger Trainer), seit 2007
- Peter Wilt (ehemaliger Manager), seit 2006
- Luboš Kubík, seit 2005
- Frank Klopas, seit 2004
- Piotr Nowak, seit 2003

## Jugend und Entwicklung

### Chicago Fire Academy
Chicago Fire hat eine professionell ausgelegte Jugend- und Spielerentwicklungsstruktur. Sie sind mit einer Mannschaft in den Amateurligen des US-amerikanischen Fußballsystems vertreten. Außerdem gibt es zwei Organisationen, die in den großen staatlichen Jugendligen spielen.
- Chicago Fire U-23 – USL League Two
- Chicago Fire Academy – (U14- bis U18-Jugendmannschaften, die in den Ligen der U.S. Soccer Development Academy aktiv sind)
- Chicago Fire Juniors – (U8- bis U23-Jugendmannschaften) lokal in Chicago mit Kooperationen in Milwaukee, Western Michigan, Louisiana und Mississippi.

### USL-Partnerschaft
Nach der Auflösung der MLS Reserve Division hat Chicago Fire eine Partnerschaft mit dem United-Soccer-League-Franchise Saint Louis FC.

## Erfolge
- MLS Cup
  - Sieger (1): 1998
  - Finale (2): 2000, 2003

- MLS Supporters’ Shield
  - Sieger (1): 2003

- MLS Eastern Conference
  - Sieger(Regular Season) (1): 2003
  - Sieger (Playoff) (1): 2003

- MLS Western Conference
  - Sieger (Playoff) (1): 1998

- MLS Central Conference
  - Sieger (2): 2000, 2001

- Lamar Hunt U.S. Open Cup
  - Sieger (4): 1998, 2000, 2003, 2006
  - Finale (2): 2004, 2011

- North American SuperLiga
  - Finale (1): 2009

## Statistiken

### Saisonbilanz
| Saison | Regular Season     | Play-offs          | Lamar Hunt U.S. Open Cup        | CONCACAF Champions League |
| ------ | ------------------ | ------------------ | ------------------------------- | ------------------------- |
| 1998   | 2. Platz (West)    | Meister            | Sieger                          | nicht qualifiziert        |
| 1999   | 3. Platz (West)    | Viertelfinale      | Achtelfinale                    | Halbfinale                |
| 2000   | 1. Platz (Central) | Finale             | Sieger                          | nicht qualifiziert        |
| 2001   | 1. Platz (Central) | Halbfinale         | Halbfinale                      | nicht ausgetragen         |
| 2002   | 3. Platz (Ost)     | Viertelfinale      | Achtelfinale                    | Viertelfinale             |
| 2003   | 1. Platz (Ost)     | Finale             | Sieger                          | nicht qualifiziert        |
| 2004   | 5. Platz (Ost)     | nicht qualifiziert | Finale                          | Halbfinale                |
| 2005   | 3. Platz (Ost)     | Halbfinale         | Halbfinale                      | nicht qualifiziert        |
| 2006   | 3. Platz (Ost)     | Viertelfinale      | Sieger                          | nicht qualifiziert        |
| 2007   | 4. Platz (Ost)     | Halbfinale         | Achtelfinale                    | nicht qualifiziert        |
| 2008   | 2. Platz (Ost)     | Halbfinale         | Viertelfinale                   | nicht qualifiziert        |
| 2009   | 2. Platz (Ost)     | Halbfinale         | Achtelfinale                    | nicht qualifiziert        |
| 2010   | 4. Platz (Ost)     | nicht qualifiziert | Achtelfinale                    | nicht qualifiziert        |
| 2011   | 6. Platz (Ost)     | nicht qualifiziert | Finale                          | nicht qualifiziert        |
| 2012   | 4. Platz (Ost)     | Knockout Round     | 3. Runde                        | nicht qualifiziert        |
| 2013   | 6. Platz (Ost)     | nicht qualifiziert | Halbfinale                      | nicht qualifiziert        |
| 2014   | 9. Platz (Ost)     | nicht qualifiziert | Halbfinale                      | nicht qualifiziert        |
| 2015   | 10. Platz (Ost)    | nicht qualifiziert | Halbfinale                      | nicht qualifiziert        |
| 2016   | 10. Platz (Ost)    | nicht qualifiziert | Halbfinale                      | nicht qualifiziert        |
| 2017   | 3. Platz (Ost)     | Knockout Round     | Achtelfinale                    | nicht qualifiziert        |
| 2019   | 10. Platz (Ost)    | nicht qualifiziert | 4. Runde                        | nicht qualifiziert        |
| 2020   | 8. Platz (Ost)     | nicht qualifiziert | Wegen Covid-19 keine Austragung | nicht qualifiziert        |
| 2021   | 11. Platz (Ost)    | nicht qualifiziert | Wegen Covid-19 keine Austragung | nicht qualifiziert        |

1. ↑  Seit 2002 beginnt der Wettbewerb jeweils im Herbst des vorherigen Jahres. Bis 2008 unter dem Namen CONCACAF Champions' Cup.

### Rekorde
Diese Rekorde beziehen sich auf die Regular Season bis einschließlich der Saison 2011:
- Meiste Spiele:  C.J. Brown, 296
- Meiste Tore:  Ante Razov, 76
- Meiste Assists:  Piotr Nowak, 48
- Meiste Spiele ohne Gegentor:  Zach Thornton, 57

### Besucherschnitt
Regular Season / Play-offs
- 1998: 17.887[16] / 22.677[13]
- 1999: 16.016[17] / 8.197[13]
- 2000: 13.387[18] / 8.431[13]
- 2001: 16.388[19] / 11.239[13]
- 2002: 12.922[20] / 9.434[13]
- 2003: 14.005[21] / 14.961[13]
- 2004: 17.153[22] / nicht qualifiziert
- 2005: 17.238[23] / 11.493[13]
- 2006: 14.088[24] / 10.217[13]
- 2007: 16.490[25] / 17.834[13]
- 2008: 17.034 / 17.312[13]
- 2009: 14.689 / 21.626[13]
- 2010: 15.814 / nicht qualifiziert
- 2011: 14.553 / nicht qualifiziert
- 2012: 16.407 / 10.923
- 2013: 15.228 / nicht qualifiziert
- 2014: 16.076 / nicht qualifiziert
- 2015: 16.003 / nicht qualifiziert
- 2016: 15.602 / nicht qualifiziert
- 2017: 17.383 / 11.647